# Епархия Атении
Епархия Атении (лат. Dioecesis Ateniensis) — упразднённая епархия Константинопольского патриархата, в настоящее время титулярная епархия Римско-Католической церкви.

## История
Античный город Атения, идентифицируемый с археологическими раскопками «Kirili» на территории современной Турции, находился в римской провинции Писидия диоцеза Азии, был центром епархии Атении Константинопольского патриархата. Епархия Атении входила в митрополию Антиохии Писидийской. В IX веке епархия Атении прекратила своё существование.
Епархия Атении не упоминается в сочинении "Oriens Christianus". 
С 1950 года архиепархия Аркадиополя является титулярной архиепархией Римско-Католической церкви.

## Титулярные епископы
- епископ Patrick Joseph McCormick (14.06.1950 — 18.05.1953);
- епископ James Patrick Carroll (6.01.1954 — 15.10.1965) — назначен титулярным архиепископом Амасеи;
- епископ Пётр Сэйити Сираянаги (15.03.1966 — 15.11.1969);
- епископ Gauthier Pierre Georges Antoine Dubois O.F.M.Cap.[1] (15.11.1974 — 29.05.1989);
- вакансия.

## Источник
- Annuario Pontificio, Libreria Editrice Vaticana, Città del Vaticano, 2003, стр. 767, ISBN 88-209-7422-3